# Крістіан Альфред Сідор
Крістіан Альфред Сідор (англ. Christian Alfred Sidor) — американський палеонтолог, фахівець з хребетних. Професором кафедри біології Вашингтонського університету в Сіетлі, а також куратор палеонтології хребетних і заступник директора з досліджень і колекцій Музею природної історії та культури Берка. Його дослідження зосереджені на еволюції чотириногих пермського та тріасового періодів, особливо на терапсидах.

## Академічна та професійна освіта
У 1994 році Сідор отримав ступінь бакалавра (з відзнакою) з біології в Трініті-коледжі (Конектикут). Він продовжив навчання в аспірантурі Чиказького університету, отримавши ступінь магістра у 1996 році та ступінь доктора філософії у 2000 році. У 2001 році отримав премію Ромера за свою докторську роботу, щорічну конкурсну нагороду на щорічних зборах Товариства палеонтології хребетних за найкращу усну доповідь студента переддокторської підготовки. Після дисертації Сідор отримав постдокторську стипендію в Національному музеї природної історії (2001), перш ніж стати доцентом анатомії в Нью-Йоркському коледжі остеопатичної медицини. Він обіймав цю посаду до 2005 року, коли асистентом професора біології в Університеті Вашингтона. Згодом став професором біології Вашингтонського університету, а також куратором палеонтології хребетних і заступником директора з досліджень і колекцій афілійованого Музею Берка. Він є науковим співробітником Музею природної історії Філда, Національного музею природознавства та Інституту еволюційних досліджень (Університет Вітватерсранда).

## Робота
Сидор найбільш відомий своєю роботою над терапсидними синапсидами. Проте Сідор брав участь у дослідженнях різноманітних інших палеозойських і мезозойських чотириногих, включаючи темноспондилових земноводних; капторінідних рептилій; псевдозухових архозаврів; та авеметатарсалій, що охоплюють широку дослідницьку програму, зосереджену на описовій анатомії, таксономії та філогенетиці, гістології та патології, тенденції в біогеографії та реакції чотириногих на великі кліматичні пертурбації. Сідор має великий досвід збирання та дослідження скам'янілостей з історично менш добре відібраних географічних регіонів, включаючи Нігер, Танзанію, Замбію та Антарктиду. Він був членом редакційної колегії Journal of Vertebrate Paleontology (2005—2010).
Нижче наведено список нових таксонів, які Сідор вніс у назву:
| Рік  | Таксон                                        | Автори                                              |
| ---- | --------------------------------------------- | --------------------------------------------------- |
| 2019 | Ancistronychus paradoxus gen. et sp. nov.     | Gonçalves & Sidor                                   |
| 2019 | Laosuchus naga gen. et sp. nov.               | Arbez, Sidor & Steyer                               |
| 2019 | Antarctanax shackletoni gen. et sp. nov.      | Peecook, Smith & Sidor                              |
| 2017 | Teleocrater rhadinus gen. et sp. nov.         | Nesbitt et al.                                      |
| 2016 | Wantulignathus gwembensis gen. et sp. nov     | Whitney & Sidor                                     |
| 2016 | Mupashi migrator gen. et sp. nov.             | Huttenlocker & Sidor                                |
| 2015 | Opisthodontosaurus carrolli gen. et sp. nov.  | Reisz, LeBlanc, Sidor, Scott & May                  |
| 2015 | Ichibengops munyamadziensis gen. et sp. nov.  | Huttenlocker & Sidor                                |
| 2014 | Abajudon kaayai gen. et sp. nov.              | Angielczyk et al.                                   |
| 2014 | Nundasuchus songeaensis gen. et sp. nov.      | Nesbitt, Sidor, Angielczyk, Smith & Tsuji           |
| 2014 | Antarctosuchus polyodon gen. et sp. nov.      | Sidor, Steyer & Hammer                              |
| 2013 | Lutungutali sitwensis gen. et sp. nov.        | Peecook, Sidor, Nesbitt, Smith, Steyer & Angielczyk |
| 2013 | Nyasasaurus parringtoni gen. et sp. nov.      | Nesbitt, Barrett, Werning, Sidor & Charig           |
| 2010 | Asilisaurus kongwe gen. et sp. nov.           | Nesbitt, Sidor, Irmis, Angielczyk, Smith & Tsuji    |
| 2010 | Kombuisia antarctica sp. nov.                 | Fröbisch, Angielczyk & Sidor                        |
| 2008 | Kryostega collinsoni gen. et sp. nov.         | Sidor, Damiani & Hammer                             |
| 2007 | Lophorhinus willodenensis gen. et sp. nov.    | Sidor & Smith                                       |
| 2006 | Pachydectes elsi gen. et sp. nov.             | Rubidge, Modesto & Sidor                            |
| 2006 | Paraburnetia sneeubergensis gen. et sp. nov.  | Smith, Rubidge & Sidor                              |
| 2006 | Elliotherium kersteni gen. et sp. nov.        | Sidor & Hancox                                      |
| 2006 | Herpetoskylax hopsoni gen. et sp. nov.        | Sidor & Rubidge                                     |
| 2005 | Saharastega moradiensis gen. et sp. nov       | Sidor et al.                                        |
| 2005 | Nigerpeton ricqlesi gen. et sp. nov.          | Sidor et al.                                        |
| 2004 | Lobalopex mordax gen. et sp. nov.             | Sidor, Hopson & Keyser                              |
| 2004 | Progalesaurus lootsbergensis gen. et sp. nov. | Sidor & Smith                                       |
| 2003 | Anatosuchus minor gen. et sp. nov.            | Sereno, Sidor, Larsson & Gado                       |
| 1998 | Suchomimus tenerensis gen. et sp. nov.        | Sereno et al.                                       |
| 1996 | Deltadromeus agilis gen. et sp. nov.          | Sereno et al.                                       |